# Phyllanthus tenellus
Phyllanthus tenellus är en emblikaväxtart som beskrevs av William Roxburgh. Phyllanthus tenellus ingår i släktet Phyllanthus och familjen emblikaväxter.

## Underarter
Arten delas in i följande underarter:
- P. t. arabicus
- P. t. tenellus

## Bildgalleri

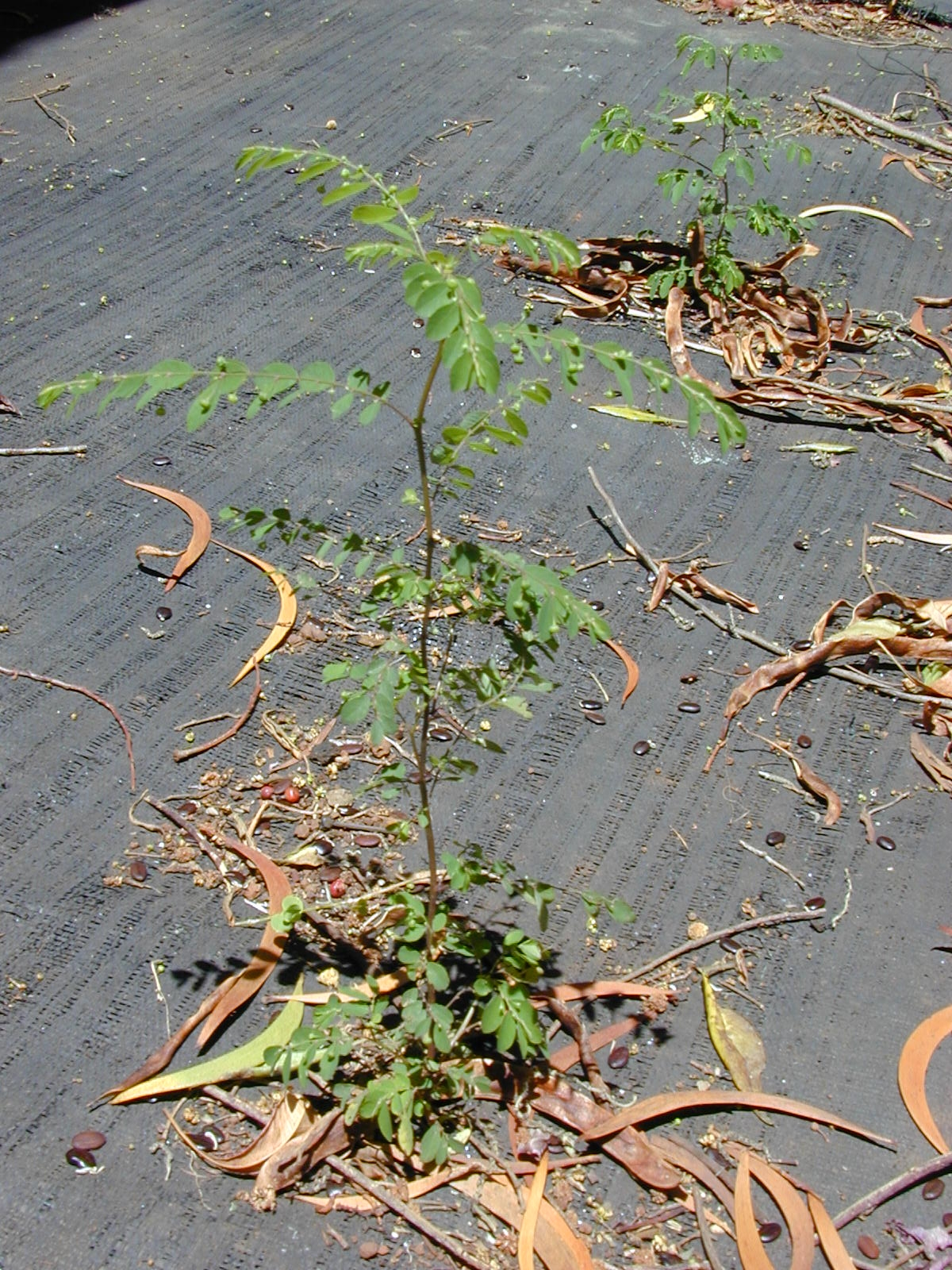
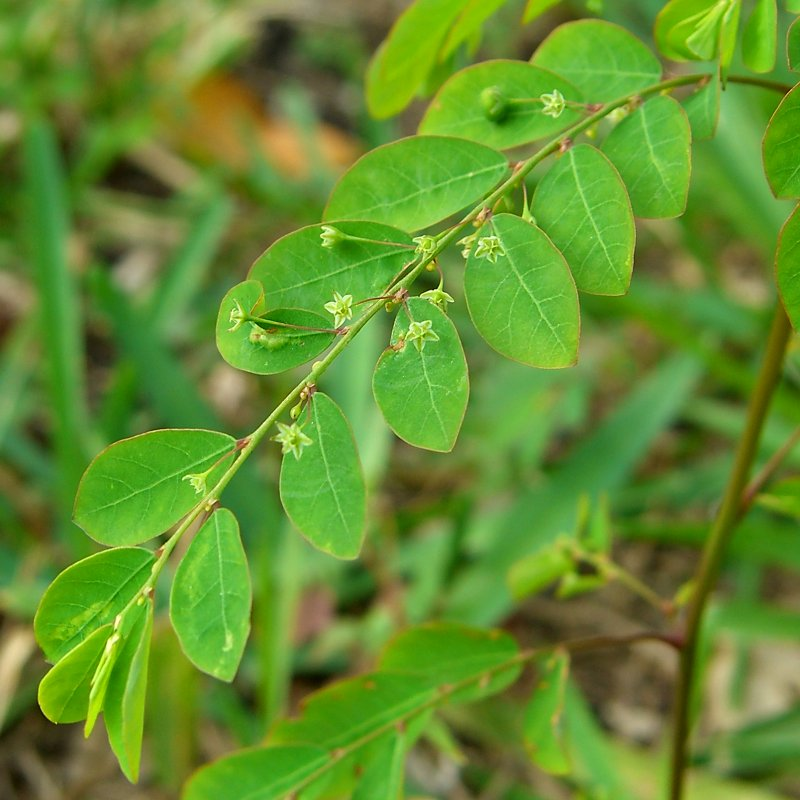
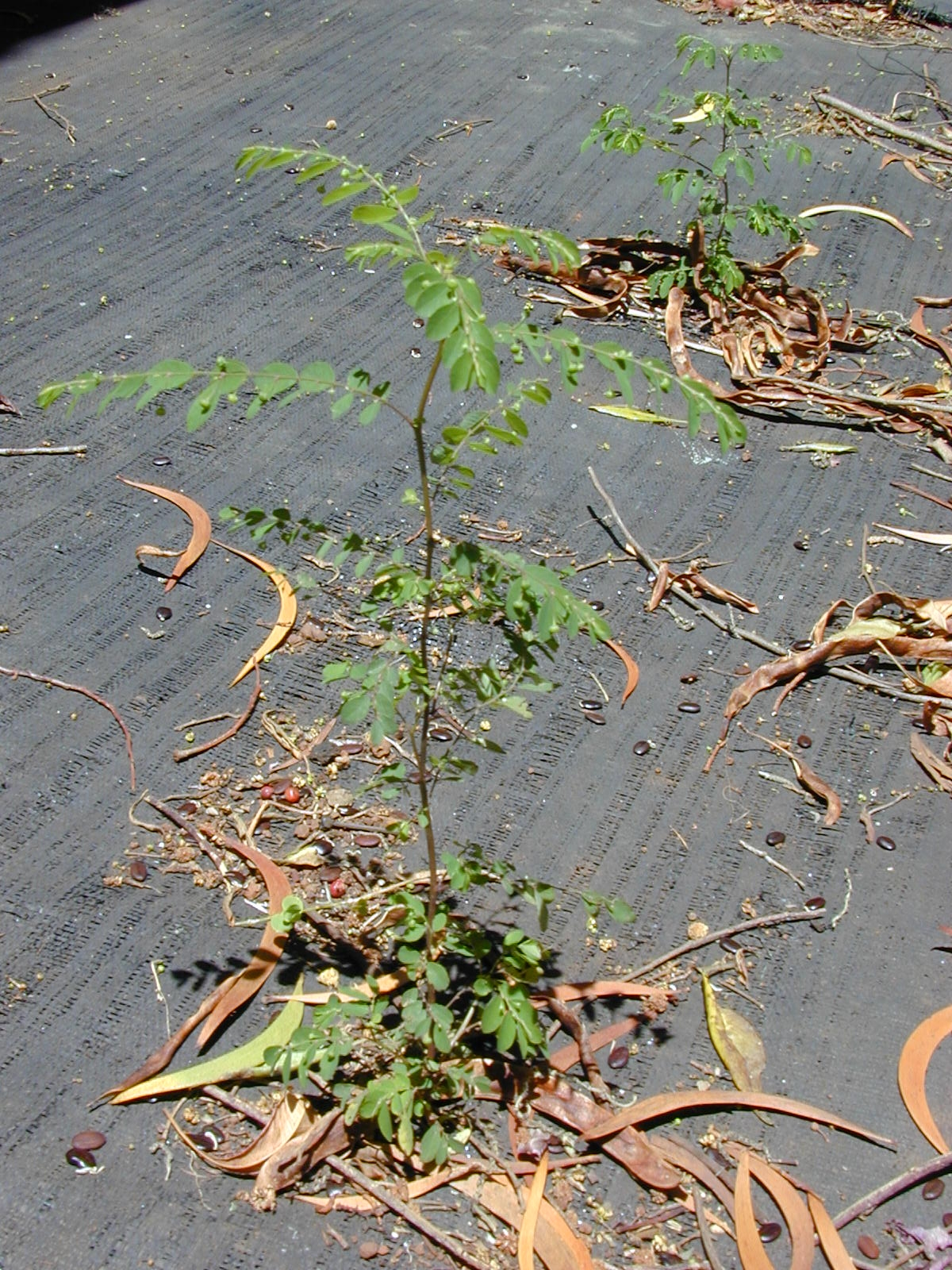
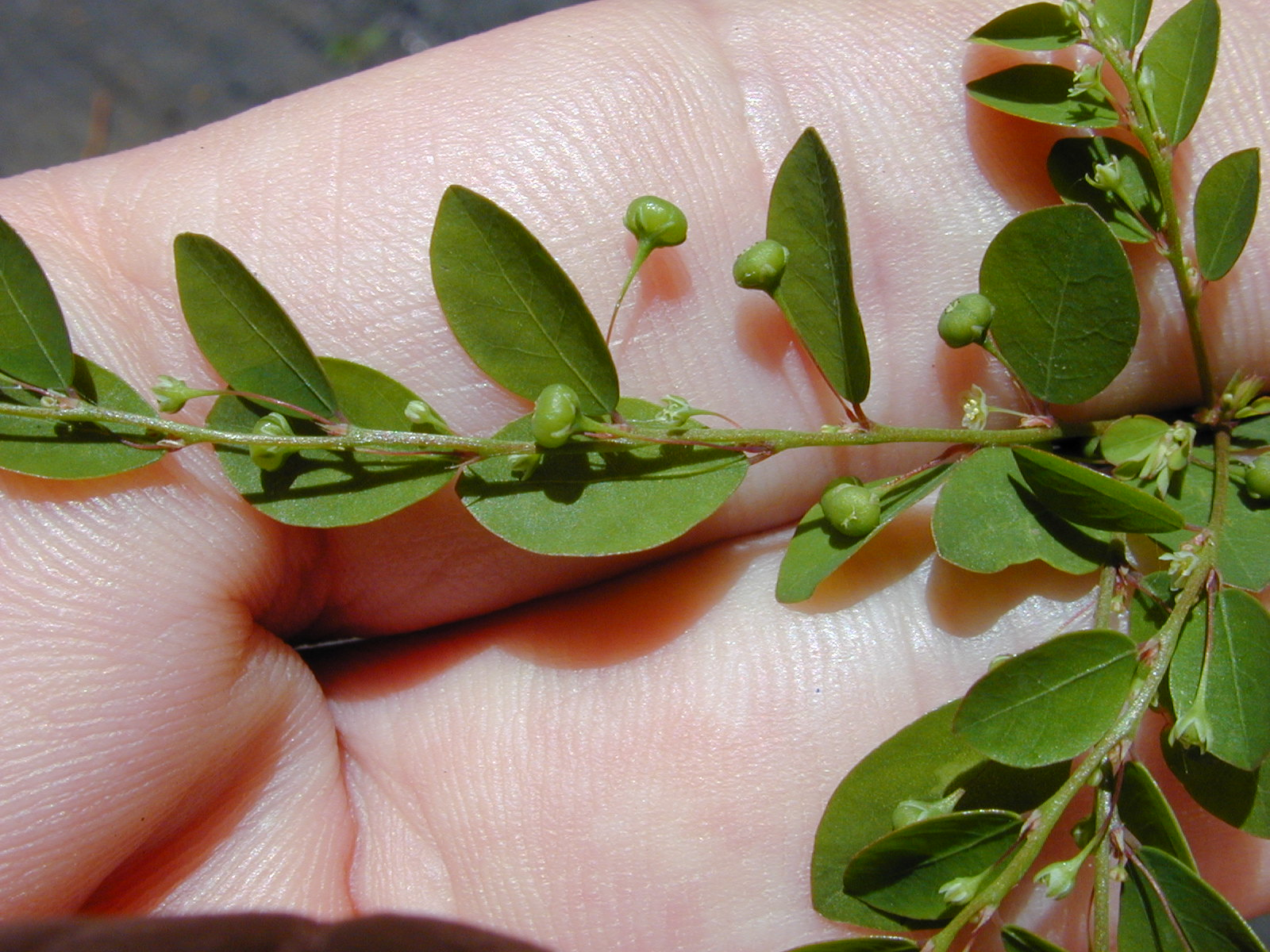